# Pitman River
Der Pitman River ist ein etwa 77 km langer orographisch rechter Nebenfluss des Stikine River im Norden der kanadischen Provinz British Columbia.

## Flusslauf
Der Fluss entspringt in den Stikine Ranges im äußersten Norden der Cassiar Mountains. Er entsteht am Zusammenfluss mehrerer Quellbäche auf einer Höhe von 1000 m. Der Pitman River fließt in westlicher Richtung durch das Bergland. 23 km oberhalb der Mündung trifft der Tucho River von Norden kommend auf den Pitman River. Dieser mündet schließlich in den Stikine River. Im Ober- und Mittellauf weist der Fluss streckenweise ein stark mäandrierendes Verhalten auf.
Der Flusslauf des Pitman River liegt innerhalb des 163 km² großen Schutzgebietes Pitman River Protected Area.

## Hydrologie
Der Pitman River entwässert ein Areal von 2730 km². Der mittlere Abfluss beträgt 13,7 m³/s. Die höchsten monatlichen Abflüsse treten gewöhnlich im Juni auf und liegen bei etwa 166 m³/s.

## Fischfauna
Im Flusssystem des Pitman River kommen u. a. die Dolly-Varden-Forelle sowie Saiblinge (Salvelinus) vor.